# Erwiniana
Erwiniana is een geslacht van kevers uit de familie van de loopkevers (Carabidae). De wetenschappelijke naam van het geslacht is voor het eerst geldig gepubliceerd in 2003 door Paulsen & Smith.

## Soorten
Het geslacht Erwiniana omvat de volgende soorten:
- Erwiniana aetholia (Erwin, 1973)
- Erwiniana alticola (Erwin, 1994)
- Erwiniana am (Erwin, 1994)
- Erwiniana ampliata (Bates, 1884)
- Erwiniana anchicaya (Erwin, 1994)
- Erwiniana angustia (Erwin, 1994)
- Erwiniana anterocostis (Erwin, 1973)
- Erwiniana apicisulcata (Erwin, 1973)
- Erwiniana baeza (Erwin, 1994)
- Erwiniana batesi (Erwin, 1973)
- Erwiniana belti (Bates, 1878)
- Erwiniana bisulcifrons (Erwin, 1973)
- Erwiniana chiriboga (Erwin, 1994)
- Erwiniana crassa (Erwin, 1994)
- Erwiniana dannyi (Erwin, 1994)
- Erwiniana depressisculptilis (Erwin, 1994)
- Erwiniana equanegrei (Erwin, 1994)
- Erwiniana esheje (Erwin, 1994)
- Erwiniana eugeneae (Erwin, 1994)
- Erwiniana exigupunctata (Erwin, 1994)
- Erwiniana foveosculptilis (Erwin, 1994)
- Erwiniana grossipunctata (Erwin, 1973)
- Erwiniana grutii (Bates, 1871)
- Erwiniana hamatilis (Erwin, 1994)
- Erwiniana henryi (Erwin, 1994)
- Erwiniana hilaris (Bates, 1871)
- Erwiniana huacamayas (Erwin, 1994)
- Erwiniana indetecticostis (Erwin, 1994)
- Erwiniana iris (Erwin, 1973)
- Erwiniana irisculptilis (Erwin, 1994)
- Erwiniana jacupiranga (Erwin, 1994)
- Erwiniana jefe (Erwin, 1994)
- Erwiniana manusculptilis (Erwin, 1994)
- Erwiniana misahualli (Erwin, 1994)
- Erwiniana negrei (Erwin, 1973)
- Erwiniana nigripalpis (Erwin, 1973)
- Erwiniana notesheje (Erwin, 1994)
- Erwiniana notparkeri (Erwin, 1994)
- Erwiniana nox (Erwin, 1994)
- Erwiniana ovatula (Bates, 1871)
- Erwiniana para (Erwin, 1994)
- Erwiniana parainsularis (Erwin, 1973)
- Erwiniana parapara (Erwin, 1994)
- Erwiniana parkeri (Erwin, 1994)
- Erwiniana pfunorum (Erwin, 1994)
- Erwiniana protosculptilis (Erwin, 1994)
- Erwiniana punctisculptilis (Erwin, 1994)
- Erwiniana quadrata (Erwin, 1994)
- Erwiniana rosebudae (Erwin, 1994)
- Erwiniana samiria (Erwin, 1994)
- Erwiniana sculpticollis (Bates, 1871)
- Erwiniana seriata (Erwin, 1973)
- Erwiniana strigosa (Bates, 1871)
- Erwiniana sublaevis (Bates, 1882)
- Erwiniana sulcicostis (Bates, 1882)
- Erwiniana villiersi (Perrault, 1984)
- Erwiniana wygo (Erwin, 1994)